# Loveland (film)
Pour les articles homonymes, voir Loveland.
 (août 2019).
Pour plus de détails, voir Fiche technique et Distribution.
Loveland (ou parfois Expired) est un thriller de science-fiction australien réalisé par Ivan Sen et sorti en 2022.

## Synopsis
Jack, tueur professionnel endurci, rencontre April, une mystérieuse chanteuse de boîte de nuit. Il finit par tomber amoureux d'elle. Mais il va découvrir que des forces obscures gravitent autour de la jeune femme.

## Fiche technique
Sauf indication contraire, les informations mentionnées dans cette section peuvent être confirmées par la base de données cinématographiques IMDb,  présente dans la section « Liens externes ».
- Titre original : Loveland
- Titre original : Expired
- Réalisation et scénario : Ivan Sen
- Direction artistique : Adam Head
- Costumes : Vanessa Loh
- Musique : Ivan Sen
- Photographie : Ivan Sen
- Production : David Jowsey, Angela Littlejohn, Ivan Sen et Greer Simpkin
  - Production exécutive : Tarik Coskun, Daisy Hamilton et Marcy Levitas Hamilton
- Société de production : Bunya Productions
- Pays de production :  Australie
- Langue originale : anglais
- Format : couleur
- Genre : thriller, science-fiction
- Date de sortie :
  - Australie : 17 mars 2022

## Distribution
- Ryan Kwanten : Jack
- Hugo Weaving : Dr Bergman
- Jillian Nguyen : April
- David Field : Sam
- Bianca Wallace : une fille au night club
- Julieta Roldan : une fille du night club
- Brooke Nichole Lee : la réceptionniste
- Keiichi Enomoto : un épicier